# Honkai Impact 3rd
A Honkai Impact 3rd (kínaiul: 崩坏3; pinjin: Bēng Huài 3; szó szerint: 'Collapse 3rd') egy ingyenesen játszható 3D-s akció-szerepjáték (eredetileg mobil-exkluzív, később Microsoft Windowsra portolták), amelyet a miHoYo fejlesztett Kínában, és világszerte a Cognosphere, d/b/a HoYoverse. Ez a Houkai Gakuen 2 szellemi utódja, amely az előző cím számos karakterét használja egy külön történetben. A játék figyelemre méltó arról, hogy számos műfajt tartalmaz, a hack and slash-től és a társadalmi szimulációtól kezdve a bullet hell, a platforming, a shoot 'em up és a dungeon elemeiig, amelyek több egy- és többjátékos módban másznak. Gacha mechanikával rendelkezik.
A játék mellett a Honkai Impact 3rd története több kiegészítő médiát is magában foglal, beleértve egy sor animációs rövidfilmet, több manhua sorozatot és promóciós videókat.

## Etimológia
A "Honkai" szó a japán 崩壊 (ほうかい, "összeomlás" vagy "bomlás") szavakon alapul, kiejtése "hōkai", amely az eredeti kínai címben használt kínai 崩坏 (bēng huài) közvetlen fordítása. A cím "Impact" része hiányzik mind a kínai, mind a japán változatból, és csak az angol marketingben használják.
A játékban a "Honkai Impact" kifejezés (más néven "Honkai Eruption" vagy "Honkai Outbreak") egy nagyszabású Honkai katasztrófára utal, amely egybeesik egy Herrscher születésével.

## Játékmenet
A Honkai Impact 3rd játékban a játékosok egy legfeljebb három karakterből álló csapatot irányíthatnak, akiket Valkyries néven ismernek, valós idejű harcban különböző ellenségek ellen. A csata során a játékosok szabadon válthatnak a karakterek között, és mozoghatnak a csatatéren. Minden Valkyrie egyedi támadással, kitérővel, váltással és végső képességekkel, valamint típussal rendelkezik. A három fő típus, a Mech, a Biologic és a Psychic egy kő-papír-olló alapú rendszeren alapul, ahol a típusok előnyben részesülnek és hátrányos helyzetűek mind az ellenség típusától, mind a saját típusuktól függően. A két további típus, a kvantum és a képzeletbeli, hátrányos helyzetben van egymással szemben, semleges a fenti három típussal szemben, és előnyös önmagával szemben. A Valkyrie statisztikái és képességei különböző fegyverekkel és felszerelésekkel változtathatók, amelyek a játékon belüli erőforrások felhasználásával javíthatók. Új felszereléseket (Stigmata néven ismert), fegyvereket és valkűröket szerezhetünk be játékon belüli kézművességgel vagy gacha rendszeren keresztül.
Az egyjátékos játékmódok közé tartozik a Story kampány, amely átvezető jelenetekben és teljes mozgású videókban (FMV) párbeszédekkel megszakított szakaszokból áll; Krónikák, rövid melléktörténetek sorozata, amelyek feltárják a valkűrök háttértörténeteit vagy a világ más aspektusait; és az Open World, amely lehetővé teszi számos nagy, nyitott végű mező felfedezését, hogy anyagokat gyűjtsön és különböző kihívást jelentő feladatokat teljesítsen, saját történetükkel párosítva.
A játék különféle többjátékos kooperatív és kompetitív módokat tartalmaz, mint például a Co-op Raid, ahol a játékosok összefognak, hogy több szakaszon haladjanak keresztül, és legendás fegyvereket és kapcsolódó jutalmakat szerezzenek; Memorial Arena, ahol a játékosok egy sor főnökkel versenyeznek a legmagasabb pontszámért a szerveren; és az Abyss, ahol a játékosok megpróbálnak a lehető legmesszebbre jutni csaták kesztyűjében, hogy versenyezzenek a magas pontszámokért másokkal egy kis csoportban. A játékosok csatlakozhatnak más játékosok csoportjaihoz, az úgynevezett Armadas csoportokhoz, amelyek több lehetőséget biztosítanak az eseményekre és jutalmakra. Az Armadák lehetővé teszik az anyagok és erőforrások korlátozott kérését az Armada többi játékosától.
A csatákon kívül a Honkai Impact 3rd lehetővé teszi a játékosok számára, hogy Dorm módban kölcsönhatásba lépjenek a Valkyrie és Stigmata karakterekkel. A karakterspecifikus feladatok elvégzése után különböző karakterek költözhetnek be a kollégiumokba, ahol új karakterinformációk és párbeszédek láthatók a karakterek között. A játékosok különféle bútorokat készíthetnek, és megtervezhetik a kollégiumi szobák elrendezését, hogy növeljék a valkűrök és a stigmák "kényelmét". A nagyobb kényelem lehetővé teszi a játékosok számára, hogy magasabb szintre emeljék kollégiumi határaikat a bonyolultabb dekoráció érdekében. A játékosok meglátogathatják és megtekinthetik egymás díszített kollégiumi elrendezéseit. 
A másodlagos játékmechanika különféle minijátékokat tartalmaz, amelyek bullet hell, platforming és shoot 'em up elemeket tartalmaznak, amelyek lehetővé teszik a játékosok számára, hogy különféle kézműves és tapasztalati anyagokat gyűjtsenek. A korlátozott idejű szezonális események olyan játékstílusokat is tartalmazhatnak, mint a dungeon crawling és a battle royale, amelyek általában nem láthatók a fő játékmódokban.

### Fegyverek
Minden Valkyrie felszerelhet egyfajta fegyvert. A játék fegyvertípusai kettős pisztolyok, penge (katana), nehéz (ágyú), kétkezes (nagykard), kereszt, ököl (kesztyű), kasza, lándzsa, íj, csakram és gerely. [1]
A játékosok többek között bolti vásárlásokkal, kézművességgel és a gacha rendszerrel szerezhetnek fegyvereket. Miután a játékosok fegyvereket szereztek, frissíthetik a fegyvereket, hogy javítsák attribútumhatásukat. [idézet szükséges]
Az 50-es játékosszint és az 50-es fegyverszint elérése után néhány fegyver tovább fejleszthető PRI-ARM-okká, megváltoztatva azok kialakítását, tulajdonságait és hatásait. A játékosok azonban nem tudják növelni a maximális fegyverszintet, amíg el nem érik a 81. játékosszintet.

### Stigmata
Minden Valkyrie három stigmát tud felszerelni. A játékosok növelhetik karaktereik támadását, védelmét, kritikus esélyét és egyéb attribútumhatásait, miközben ezek a karakterek különféle stigmákat viselnek. [1]
A stigmák rendszere három típusra osztható: felső, középső és alsó, amelyek megfelelnek a támadás, a védelem és a kiegészítő típusoknak. A játékosok különböző beállított effektusokat is aktiválhatnak, ha ugyanazon készlet két vagy három stigmáját viselik. A játékosok Stigmatát szerezhetnek a gacha, a színpad befejezése, az események és a kézművesség révén. Miután a játékosok megszerezték a Stigmát, javíthatják, frissíthetik és finomíthatják azt, hogy javítsák a Stigmák statisztikáit és hatásait. [idézet szükséges]

### Item enhancement
A játékosok javíthatják a Valkyrie statisztikákat a fegyverek és a Stigmák fejlesztésével (szintlépésével). A stigmák szintlépéséhez más EXP tárgytípusra van szükség, mint a fegyverekre. A fejlesztés után a berendezés jobb attribútumhatás bónuszt kaphat.

### Item upgrading
A játékosok javíthatják a felszerelések attribútumhatását a fegyverek és a Stigmák fejlesztésével. Minden fegyver vagy stigma fejlesztheti a csillagszintet egy frissítéssel. A frissítés után a maximális szinthatár növekszik, ami erősebb hatásokat tesz lehetővé. A fejlettebb fegyverek és a Stigmák fejlettebb fejlesztési anyagokat igényelnek. A játékosok fejlesztési anyagokat szerezhetnek kihívást jelentő szakaszokon, a gacha behúzásával és az üzletekben történő vásárlással.

### Pénz
A fő pénznemek a kristályok és érmék, amelyek különböző nem prémium beszerzési módszerekkel rendelkeznek. Az asterite egy olyan pénznem, amelyet a játék során különféle forrásokból szereznek be, és bizonyos üzletekben készletekre cserélhetők. A játék számos játékmódjának és eseményének megvan a maga pénzneme és boltja.

## Sztori

### Setting
A Honkai Impact 3rd a Föld egy alternatív változatában játszódik, amelyet a Honkai okozta katasztrófák sújtanak. A Honkai-t nagyrészt rosszindulatú erőnek tekintik, amelynek saját akarata van. Képes megrontani az embereket (az elme manipulálásától és a betegségektől kezdve az élőhalott lényekké alakításukig), különféle szörnyeket létrehozni, és bizonyos egyéneket istenszerű erőkkel felruházni, lehetővé téve számukra, hogy apokaliptikus eseményeket váltsanak ki. Ezeket a szupererős embereket Herrschereknek nevezik. A Honkai egy ciklikus jelenség, amely visszatér, hogy tesztelje a civilizációt a Földön minden alkalommal, amikor túl fejletté válik.
A játék a jelenlegi korszak 2015-ös évében játszódik, a technológiailag fejlett előző korszak 50 000 évvel korábban ért véget. A jelenlegi korszakban különböző globális frakciók léteznek, hogy harcoljanak vagy kihasználják Honkai erejét. Ezek közé tartozik a Schicksal, egy európai székhelyű békefenntartó szervezet, amely valkűrök néven ismert emberi harcosokat vet be a honkai elleni harcban; Anti-entrópia, korábban a Schicksal észak-amerikai ága, amely ellenezte az emberi katonák használatát a gépesített robotok javára; és a Világkígyó, egy árnyékszervezet, amely az előző korszak vége óta manipulálja az eseményeket.
Három Herrscher-ébredés (vagy hatás) már megtörtént a jelenlegi korszakban: az értelem Herrscherje, aki az antientrópia vezetője lett az emberiség elleni küzdelem helyett; az Üresség Herrschere, akit 2000-ben legyőzött Schicksal és Antientrópia; és a mennydörgés Herrscherje, akit megakadályoztak abban, hogy teljesen felébredjen, és valkűrként küldték a Schicksal St. Freya Akadémiára.

## Fordítás
Ez a szócikk részben vagy egészben  a   Honkai Impact 3rd című angol Wikipédia-szócikk ezen változatának fordításán alapul.  Az eredeti cikk szerkesztőit annak laptörténete sorolja fel. Ez a jelzés csupán a megfogalmazás eredetét és a szerzői jogokat jelzi, nem szolgál a cikkben szereplő információk forrásmegjelöléseként.